# Kick I
Kick I (estilizado como KiCk i) é o quarto álbum de estúdio da cantora e produtora venezuelana Arca. Foi gravado em Barcelona e Londres, e lançado em 26 de junho de 2020 pela XL Recordings. O Kick I conta com quatro singles: "Nonbinary", "Time", "Mequetrefe" e "KLK" com Rosalía. Também inclui colaborações com Björk, Shygirl e Sophie. O álbum foi indicado na categoria Melhor Album de Dance/Eletrônica da 63.ª cerimônia anual do Grammy Awards.

## Antecedentes e desenvolvimento
Pouco tempo depois de lançar seu mix de 62 minutos "@@@@@", em 8 de março de 2020, Arca revelou que lançaria seu próximo álbum no primeiro semestre de 2020. Também anunciou que o álbum contaria com colaborações da cantora islandesa Björk e com a artista alternativa de flamenco Rosalía. Arca já havia divulgado prévias de algumas das músicas em 2019, através de vídeos ao vivo em seu perfil do Instagram. Arca explicou que "havia uma intenção clara [no álbum] de permitir que cada colaborador se expressasse livremente. Não para decidir quanto tempo cada um iria ter em cada faixa, mas para permitir a interação entre eles de maneira espontânea".
O álbum, composto por 12 faixas, vazou na internet em 21 de março de 2020 antes mesmo do anúncio da data de lançamento. Em 20 de maio de 2020, Arca anunciou nas mídias sociais a data de lançamento do álbum, bem como sua tracklist e arte do álbum, que foi produzida pela artista catalã Carlota Guerrero, por Carlos Sáez e por ela mesma.

## Recepção critica
Kick I foi recepcionado com críticas geralmente positivas. No Metacritic, o álbum possui nota média de 73/100, baseado em 15 críticas profissionais. Tom Hull deu ao álbum nota B+, definindo-o como "arcano" e "muito original".

## Lista de faixas
Todas as faixas foram escritas e produzidas por Alejandra Ghersi, exceto onde indicado.
| N.º            | Título                                              | Duração |  |
| 1.             | "Nonbinary"                                         | 2:19    |  |
| 2.             | "Time"                                              | 2:45    |  |
| 3.             | "Mequetrefe"                                        | 2:20    |  |
| 4.             | "Riquiquí"                                          | 2:39    |  |
| 5.             | "Calor"                                             | 3:32    |  |
| 6.             | "Afterwards" (com Björk, letra por Antonio Machado) | 4:02    |  |
| 7.             | "Watch"                                             | 2:28    |  |
| 8.             | "KLK" (com Rosalía)                                 | 3:47    |  |
| 9.             | "Rip the Slit"                                      | 2:54    |  |
| 10.            | "La Chíqui" (com Sophie)                            | 2:47    |  |
| 11.            | "Machote"                                           | 2:57    |  |
| 12.            | "No Queda Nada"                                     | 5:37    |  |
| Duração total: | Duração total:                                      | 38:07   |  |

| Críticas profissionais | Críticas profissionais |
| Pontuações agregadas   | Pontuações agregadas   |
| Fonte                  | Avaliação              |
| ---------------------- | ---------------------- |
| AnyDecentMusic?        | 7.7/10                 |
| Metacritic             | 73/100                 |
| Avaliações da crítica  |                        |
| Fonte                  | Avaliação              |
| Exclaim!               | 9/10                   |
| The Guardian           | [ 10 ]                 |
| The Line of Best Fit   | 7.5/10                 |
| Loud and Quiet         | 9/10                   |
| The Observer           | [ 13 ]                 |
| NME                    | [ 14 ]                 |
| Paste Magazine         | 8.8/10                 |
| Pitchfork              | 7.5/10                 |
| Slant Magazine         | [ 17 ]                 |
| Sputnikmusic           | 3.2/5                  |

| Kick I – edição japonesa (faixa bônus) |           |         |  |
| N.º                                    | Título    | Duração |  |
| 13.                                    | "Mirrors" | 3:15    |  |

## Tabelas musicais
| Publicação     | Lista                                                | Classificação | Ref.   |
| -------------- | ---------------------------------------------------- | ------------- | ------ |
| Stereogum      | 50 melhores álbuns da Stereogum até a metade de 2020 | 21            | [ 20 ] |
| Slant Magazine | Os melhores álbuns de 2020 (até agora)               | N/A           | [ 21 ] |

## Histórico de lançamentos
| Região      | Lançamento          | Formato (s)                  | Rótulo (s)    | Ref.          |
| ----------- | ------------------- | ---------------------------- | ------------- | ------------- |
| Várias      | 26 de junho de 2020 | Streaming · Download digital | XL Recordings | [ 22 ]        |
| Reino Unido | 17 de julho de 2020 | CD LP                        | XL Recordings | [ 23 ]        |
| Japão       | 31 de julho de 2020 | CD                           | XL Recordings | [ 19 ] [ 24 ] |